# Barry Marshall
Barry James Marshall FRS   (sinh ngày 30 tháng 9 năm 1951) là một bác sĩ người Úc, người đoạt giải Nobel về sinh lý học và y khoa, và giáo sư vi sinh vật học lâm sàng tại Đại học Tây Úc. Marshall và Robin Warren đã chỉ ra rằng vi khuẩn Helicobacter pylori (H. pylori) đóng vai trò chính trong việc gây ra nhiều vết loét dạ dày, thách thức nhiều thập kỷ của học thuyết y học rằng loét chủ yếu là do căng thẳng, thức ăn cay và quá nhiều axit. Khám phá này đã cho phép một bước đột phá trong việc tìm hiểu mối liên hệ nguyên nhân giữa nhiễm trùng Helicobacter pylori và ung thư dạ dày.

## Giáo dục và tuổi thơ
Marshall sinh ra ở Kalgoorlie, Tây Úc và sống ở Kalgoorlie và Carnarvon cho đến khi chuyển đến Perth lúc 8 tuổi. Cha anh giữ nhiều công việc khác nhau, còn mẹ anh là một y tá. Anh là con cả trong bốn anh chị em. Ông theo học tại Newman College và Đại học Y khoa Tây Úc, nơi ông nhận bằng Cử nhân Y khoa, Cử nhân Phẫu thuật (MBBS) vào năm 1974. Ông lấy vợ năm 1972 và có bốn người con.

## Sự nghiệp và nghiên cứu
Năm 1979, Marshall được bổ nhiệm làm Nhà đăng ký Y khoa tại Bệnh viện Hoàng gia Perth. Ông gặp Robin Warren, một nhà nghiên cứu bệnh học quan tâm đến viêm dạ dày, trong khóa đào tạo nghiên cứu sinh nội khoa tại Bệnh viện Royal Perth năm 1981. Cùng nhau, hai người đã nghiên cứu sự hiện diện của vi khuẩn xoắn ốc liên quan đến viêm dạ dày. Năm 1982, họ đã thực hiện nuôi cấy H. pylori ban đầu và phát triển giả thuyết của họ liên quan đến nguyên nhân vi khuẩn gây loét dạ dày và ung thư dạ dày. Người ta đã tuyên bố rằng lý thuyết H. pylori đã bị các nhà khoa học và bác sĩ thành lập chế giễu, họ không tin rằng bất kỳ vi khuẩn nào có thể sống trong môi trường axit của dạ dày. Marshall được trích dẫn khi nói vào năm 1998 rằng "mọi người chống lại tôi, nhưng tôi biết tôi đã đúng."  Mặt khác, người ta cũng cho rằng các nhà nghiên cứu y học đã cho thấy một mức độ hoài nghi khoa học thích hợp cho đến khi giả thuyết H. pylori có thể được hỗ trợ bằng chứng.
Năm 1982, Marshall và Warren đã tài trợ cho một năm nghiên cứu. 30 trong số 100 mẫu đầu tiên cho thấy không có sự ủng hộ cho giả thuyết của họ. Tuy nhiên, người ta đã phát hiện ra rằng các kỹ thuật viên phòng thí nghiệm đã vứt bỏ các mẫu nuôi cấy sau 2 ngày. Đây là thực hành tiêu chuẩn cho bệnh phẩm họng, nơi các sinh vật khác trong miệng khiến môi trường nuôi cấy không có ích sau 2 ngày. Do các công việc khác của bệnh viện, các kỹ thuật viên phòng thí nghiệm không có thời gian để ngay lập tức thực hiện bài kiểm tra thứ 31 vào ngày thứ hai, và vì vậy nó đã ở lại từ thứ Năm đến thứ Hai. Trong mẫu này, họ đã phát hiện ra sự hiện diện của H. pylori. Hóa ra H. pylori phát triển chậm hơn 2 ngày và cũng là nuôi cấy vi khuẩn dạ dày không bị ô nhiễm bởi các sinh vật khác.